# Louise-Anastasia Serment
Louise-Anastasia Serment, född 1642 i Grenoble, död 1692 i Paris, var en fransk naturfilosof och poet. Hon tillhörde Descartes lärjungar. Hon föddes i Grenoble men tillbringade sitt liv i Paris.